# Guido Fuchs
Guido Fuchs (* 8. Oktober 1953 in Göppingen) ist ein katholischer Liturgiewissenschaftler und Publizist.

## Leben
Fuchs studierte Musikwissenschaft, Theologie und Byzantinistik und habilitierte sich 1996 in Würzburg. Er unterrichtete in Hildesheim von 1992 bis 2005 an der Fachschule für kirchlichen Gemeindedienst (mit Lehraufträgen in Magdeburg und Paderborn). Im Jahr 2000 übernahm er eine Lehrstuhlvertretung in Würzburg und ist seit 2003 außerplanmäßiger Professor am Lehrstuhl für Liturgiewissenschaft.
Fuchs war bis 2022 Herausgeber des Periodikums Liturgie konkret, einer Hilfe für die Gestaltung des Gottesdienstes, dessen Schriftleitung er bereits 1987 übernahm. Er ist Verfasser zahlreicher wissenschaftlicher und praktischer Bücher über gottesdienstliche Riten und deren Alltagskontext. Er leitet das Institut für Liturgie und Alltagskultur in Hildesheim mit der Forschungsstelle für Kulinaristik und Religion. 2016 wurde ihm der Wissenschaftspreis des Kulinaristik-Forums zuerkannt.
Er ist verheiratet mit Monika Fuchs, geb. Maßmann, und hat drei Kinder.

## Publikationen (Auswahl)
- Die christliche Deutung der Feinde in den Psalmen, dargestellt an den Psalmliedern Nikolaus Selneckers (1530 - 1592), 1986, (Dissertation Universität Würzburg, VI, 206, 66 Seiten,  Illustrationen, Notenbeispiele, 21 cm, 870752200).
- Das Exsultet. Geschichte, Theologie und Gestaltung der österlichen Lichtdanksagung.  Pustet, Regensburg 1992, 2. Auflage 2005 – zusammen mit Hans Martin Weikmann.
- Mahlkultur. Tischgebet & Tischritual. Pustet, Regensburg 1998, ISBN 3-7917-1595-X (zum Teil Habilitationsschrift Universität Würzburg unter dem Titel: Liturgie und Mahlstil, 387 Seiten, Illustration, 21 cm).
- Es muss nicht immer „Messe“ sein. Gottesdienstformen im Kirchenjahr. Pustet, Regensburg 1999, 2. Auflage 2002.
- Heiligabend. Riten, Räume, Requisiten. Pustet, Regensburg 2002.
- Fronleichnam. Ein Fest in Bewegung. Pustet, Regensburg 2006, ISBN 978-3-7917-1992-4.
- Wochenende und Gottesdienst. Zwischen kirchlicher Tradition und heutigem Zeiterleben. Pustet, Regensburg 2008.
- Unsere Weihnachtslieder und ihre Geschichte. Herder, Freiburg im Br. 2009.
- Gott und Gaumen. Eine kleine Theologie des Essens und Trinkens. Claudius, München 2010.
- Ma(h)l anders. Essen und Trinken in Gottesdienst und Kirchenraum. Pustet, Regensburg 2014.
- Tadzios Brüder. Der „schöne Knabe“ in der Literatur. Monika Fuchs, Hildesheim 2015.
- Heiligabend. Ein Fest und seine Rituale. Verlagsgemeinschaft Topos plus, Kevelaer 2017.
- In der Bahnhofsgaststätte. Ein literarisches Menü in zwölf Gängen. Monika Fuchs, Hildesheim 2018.
- Kleine Geschichte des schlechten Benehmens in der Kirche. Pustet, Regensburg 2021, 2. Auflage 2022, ISBN 978-3-7917-3246-6.
- Vorwiegend heiter bis boshaft: Spitznamen in der Literatur. Monika Fuchs, Hildesheim 2022.
- Gaumenschmaus und Tafelfreuden. Sinnenfrohe Mahlzeiten, literarisch aufgetischt. Pattloch, München 2022.
- Hildesheimer Köpfe: Kleine Geschichten zu besonderen Gesichtern. Monika Fuchs, Hildesheim 2025.